# Arthur Mitchell (danseur)
Pour les articles homonymes, voir Arthur Mitchell et Mitchell.
Œuvres principales
Creole Giselle (1984)
Arthur Mitchell, né le 27 mars 1934 à New York dans le quartier de Harlem et mort le 19 septembre 2018 dans la même ville, est un danseur et chorégraphe américain, connu comme le premier afro-américain engagé par une grande compagnie de ballet, et également créateur du Dance Theatre of Harlem.
Né dans le quartier pauvre et à la population majoritairement noire de Harlem, il suit des études de danse moderne puis classique au début des années 1950. Intégrant le New-York City Ballet (NYCB) en 1955, il y est nommé en 1962 principal dancer, le niveau le plus élevé au sein d'une compagnie de danse aux États-Unis, sous la direction de George Balanchine.
Fortement affecté par l'assassinat de Martin Luther King en 1968, il décide de créer une école de danse dans son quartier natal, qui devient le Dance Theatre of Harlem (DTH), une compagnie de renommée mondiale. Il en est le directeur artistique jusqu'en  2010 avant de passer à la main à une ancienne ballerine de la compagnie, Virginia Johnson.

## Biographie

### Enfance et études
Arthur Mitchell nait dans le quartier de Harlem en 1934. Il est l'un des cinq enfants d'un père concierge et d'une mère femme de ménage. Il montre une vocation artistique précoce, chantant dans des chorales du quartier, et prenant des cours de claquettes dans les années 1940 et 1950. Il soutient sa famille en se faisant cireur de chaussures, et livreur de journaux à douze ans.
Il se dirige vers la danse suite aux remarques d'un conseiller d'orientation qui le voit danser à l'occasion d'une fête de classe et lui suggère d'auditionner pour la High School of Performing Arts (en)de Manhattan. Dans cette école, il se produit avec la troupe de danse moderne aux États-Unis et en Europe, et réalise ses premières chorégraphies. Il commence à travailler avec Karel Shook  en 1952, un professeur de ballet qui encourage les noirs à pratiquer la danse classique.

### Principal danserdu New York City Ballet

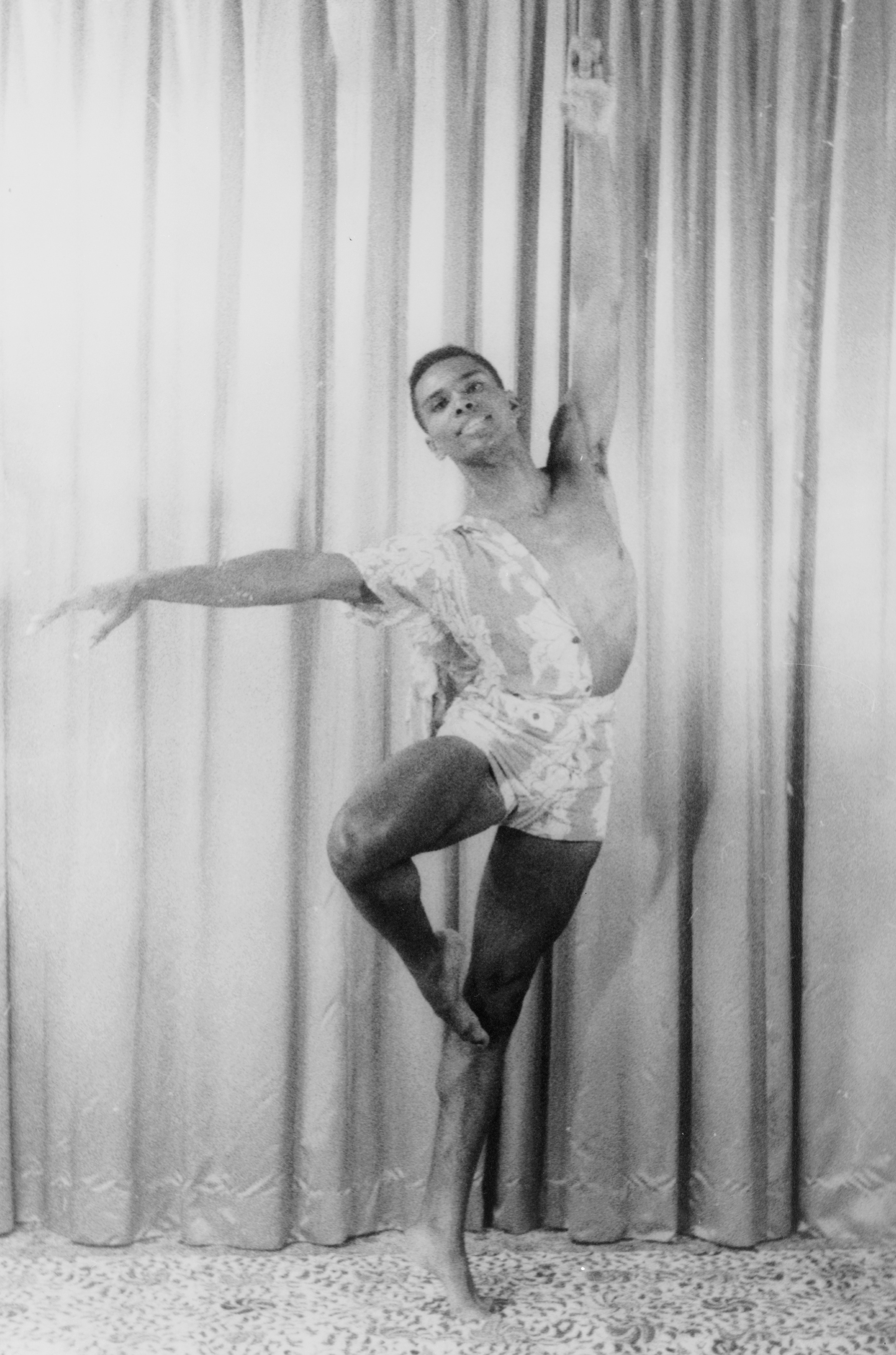
Arthur Mitchell en 1955.

Diplômé de la High School of Performing Arts, il décroche une bourse qui lui permet d'intégrer la School of American Ballet, école rattachée au prestigieux New York City Ballet (NYCB), alors qu'à l'époque il n'y a quasiment aucun rôle pour un danseur classique noir. Le cofondateur du New York City Ballet, Lincoln Kirstein, le prévient qu'il doit avoir le niveau d'un principal dancer s'il veut intégrer le NYCB. Il y est admis en 1955.
Lors de sa première apparition publique en 1956 dans le ballet Western Symphony en remplacement de Jacques d'Amboise malade, il est victime de réactions racistes provenant du public. Bien qu'encore membre du corps de ballet, il supplée souvent des principal dancers indisponibles.
Il est nommé soliste en 1958, et principal dancer en 1962, étant ainsi le premier afro-américain distingué de la sorte.
George Balanchine crée le pas de deux du chef-d'œuvre Agon, sur une musique d'Igor Stravinsky, spécialement pour Arthur Mitchell et la ballerine Diana Adams. Dans une Amérique ségrégationniste, une partie importante du public est scandalisée de voir un duo mixte et la télévision refuse de diffuser ce pas de deux avant 1968 dans le Tonight Show. Pour le critique Walter Terry, cité par le New York Times, le rôle de sa vie est celui de Puck dans A Midsummer Night's Dream, en 1962. Sa prestation dans ce ballet inspire un poème à Marianne Moore.
Jacques d'Amboise signale que Mitchell est l'attraction des tournées européennes dans les années 1960. En parallèle de son travail pour le NYCB, Arthur Mitchell se produit à Broadway et pour la télévision. Il réalise sa première chorégraphie professionnelle en 1957 pour le spectacle musical Shinbone Alley. Il est également danseur et chorégraphe la même année au Newport Jazz Festival, et en 1960 et 1961 au festival de Spolète. En 1967, il est sollicité par la United States Information Agency pour créer le Ballet national du Brésil. I y retourne en 1968 comme directeur artistique de la Companhia Brasileira de Ballet.

### Fondateur et directeur artistique du Dance Theatre of Harlem
À la suite de l'assassinat de Martin Luther King en 1968, Arthur Mitchell fonde à Harlem  une école de danse classique puis une compagnie de ballet, le Dance Theatre of Harlem, Karel Shook l'y rejoignant très rapidement. Il n'y danse pas mais y enseigne et est le chorégraphe de la compagnie. Il y introduit l'usage de pointes et vêtements de la couleur de la peau des danseurs, s'inscrivant ainsi dans le mouvement culturel Black is Beautiful (en).
La première représentation officielle du Dance Theatre of Harlem a lieu en 1971 au musée Guggenheim de New York. La compagnie devient rapidement connue au niveau international, se produisant en Europe, URSS, Afrique du Sud.
| Image externe | |
|               | Arthur Mitchell et George Balanchine en 1971 lors d'une répétition pour un ballet interprété conjointement par leurs deux compagnies |

Creole Giselle (1984), une adaptation du grand ballet romantique classique Giselle, qui pour Mitchell se déroule au XIXe siècle dans une plantation, remporte en Angleterre en 1985 trois Laurence Olivier Awards.
Lors de la première tournée du DTH en Afrique du Sud en 1992, laquelle est sollicitée par Nelson Mandela, Mitchell initie des enfants des townships à la danse. De retour aux États-Unis, il crée le programme éducatif Dancing Through Barriers au sein du Dance Theatre of Harlem.
Progressivement, Arthur Mitchell se détache de la chorégraphie, s'occupant de la programmation artistique de la compagnie, mêlant œuvres classiques adaptées à l'exemple de Giselle, et modernes. En 2011, il laisse la direction artistique du Dance Theatre of Harlem à l'une de ses anciennes ballerines, Virginia Johnson.
Il meurt en 2018 à la suite d'un malaise cardiaque.

## Distinctions
- 1971 : Capezio (en) Award[1]
- 1975 : Dance Magazine (en) Award[1]
- 1993 : Kennedy Center Honors, l'un des plus jeunes[11]
- 1993 : Handel Medallion (en) de la ville de New York[1]
- 1994 : MacArthur Fellow[12]
- 1995 : National Medal of Arts[12]
- 1999 : introduction au National Museum of Dance C.V. Whitney Hall of Fame, (Saratoga Springs (New York))[12]
- 2001 : Heinz Award dans la section Arts and Humanities[13].

Il est docteur honoris causa de l'Université Brown, d'Harvard, Yale et Columbia, et également distingué par l'Hamilton College, The Juilliard School, la New School for Social Research[réf. nécessaire], la North Carolina School of the Arts et le Williams College.